# Caradrina superciliata
Caradrina superciliata är en fjärilsart som beskrevs av Hans Daniel Johan Wallengren 1856. Caradrina superciliata ingår i släktet Caradrina och familjen nattflyn. Inga underarter finns listade i Catalogue of Life.